# 2-й експедиційний корпус морської піхоти (США)
2-й експедиційний корпус морської піхоти (США) або Другі експедиційні сили морської піхоти (англ. II Marine Expeditionary Force) — військове об'єднання, корпус морської піхоти Корпусу морської піхоти США з пунктом постійної дислокації на базі морської піхоти Кемп-Леджейн в окрузі Онслоу, поблизу Джексонвілла у Північній Кароліні. В основному складається з 2-ї дивізії морської піхоти, 2-го крила авіації морської піхоти та 2-ї групи матеріально-технічного забезпечення морської піхоти. ІІ експедиційним корпусом морської піхоти очолює генерал-лейтенант, який служить під командуванням сил Корпусу морської піхоти США, забезпечуючи бойові формування та підрозділи морської піхоти в підпорядкуванні Європейського, Центрального та Південного командувань ЗС США.
2-й експедиційний корпус морської піхоти являє собою військове об'єднання різнорідних родів військ та сил Корпусу морської піхоти, що перебувають у постійній бойовій готовності. З отриманням директиви або наказу на розгортання, командир II MEF організує розгортання, передислокацію та застосування наземно-повітряної оперативної групи морської піхоти (англ. Marine air–ground task force, MAGTF) в інтересах командувача Об'єднаного Командування ЗС (COCOM) з метою реагування на загострення обстановки або загрози виникнення війни на театрі дій. З відповідним посиленням корпус служить основним елементом Об'єднаної оперативної групи (JTF); готує та розгортає боєздатні MAGTF для підтримки присутності COCOM та реагування на кризу; і за потреби забезпечує підтримку військ (сил) або завдань, визначених командувачем Об'єднаного Командування COCOM.

## Структура
- Наземний бойовий компонент: 2-га дивізія морської піхоти
- 2-га експедиційна бригада морської піхоти
- Повітряний бойовий компонент: 2-ге авіаційне крило морської піхоти
- Логістичний бойовий компонент: 2-га група логістики морської піхоти
- 2-га інформаційна експедиційна група морської піхоти
- 2-й батальйон підтримки корпусу
- 2-й розвідувальний батальйон
- 2-й батальйон радіозв'язку
- 8-й батальйон зв'язку
- 2-га повітряно-морська рота міжвидової взаємодії
- 22-й експедиційний полк морської піхоти
- 24-й експедиційний полк морської піхоти
- 26-й експедиційний полк морської піхоти

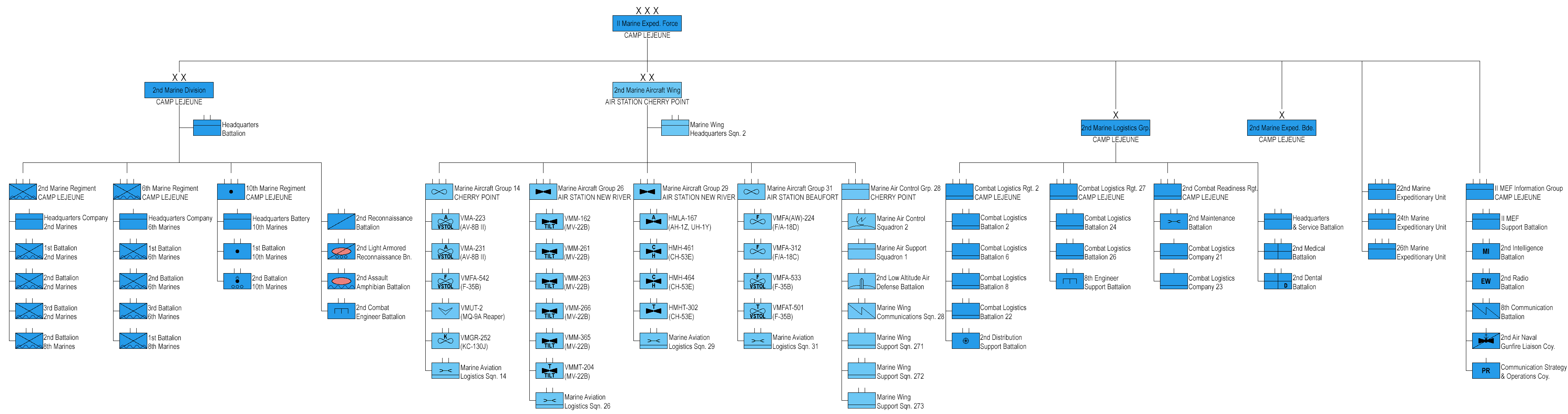
Організаційно-штатна структура 2-го експедиційного корпусу морської піхоти на 2021 рік

Умовне позначення експедиційного корпусу морської піхоти за стандартами НАТО